# الكوم الأخضر (شبين الكوم)
الكوم الأخضر، قرية تابعة للوحدة المحلية لقرية البتانون، التابعة مركز شبين الكوم التابع لمحافظة المنوفية بجمهورية مصر العربية. يحدها قرية مليج والبتانون وميت موسى وكفر طنبدي.

## التاريخ
قرية الكوم الأخضر من القرى القديمة، حيث وردت باسم «الكوم الأخضر» في أعمال المنوفية ضمن قرى الروك الناصري التي أحصاها ابن الجيعان في كتاب «التحفة السنية بأسماء البلاد المصرية»، وقال ابن الجيعان أنها من كفور البتانون. وفي العصر العثماني وردت باسم «الكوم الأخضر» في التربيع العثماني الذي أجراه الوالي العثماني سليمان باشا الخادم في عصر السلطان العثماني سليمان القانوني ضمن قرى ولاية المنوفية، وفي تاريخ 1228هـ/1813م الذي عدّ قرى مصر بعد المسح الذي قام به محمد علي باشا باسم «الكوم الأخضر» ضمن قرى مديرية المنوفية.

## السكان
بلغ عدد سكان الكوم الأخضر 9,734 نسمة، حسب الإحصاء الرسمي لعام 2006.